# On Top of the World
„On Top of the World” – singel amerykańskiego zespołu Imagine Dragons. Utwór pochodzi z czwartego minialbumu grupy Continued Silence EP, został wydany 18 marca 2013 roku jako czwarty singel promujący debiutancki album grupy pt. Night Visions. Twórcami tekstu piosenki są Ben McKee, Dan Platzman, Dan Reynolds, Wayne Sermon oraz Alexander Grant, natomiast za jego produkcję odpowiadają członkowie zespołu wraz z Alexem da Kid.
Do singla został nakręcony teledysk, którego premiera odbyła się 13 listopada 2013 roku. Fabuła obrazu bazuje na popularnej teorii spiskowej, że lądowanie na księżycu w 1969 roku zostało sfałszowane. Poszczególne ujęcia były kręcone w Provo, które jest rodzinnym miastem członków zespołu.
Utwór dotarł do 79 miejsca Billboard Hot 100, a jego łączna sprzedaż w Stanach Zjednoczonych przekroczyła w kwietniu 2014 roku milion egzemplarzy.

## Track lista
Digital download
1. „On Top of the World” – 3:12

Promotional CD
1. „On Top of the World” – 2:58

## Notowania i certyfikaty
| Lista przebojów (2012-14)              | Najwyższa pozycja |
| -------------------------------------- | ----------------- |
| Australia (Top 50 Singles)             | 10                |
| Austria (Ö3 Austria Top 40)            | 6                 |
| Belgia (Ultratop 50 Singles, Flandria) | 11                |
| Belgia (Ultratop 50 Singles, Walonia)  | 3                 |
| Czechy (Singles Digitál Top 100)       | 21                |
| Francja (Top Singles & Titres)         | 35                |
| Hiszpania (PROMUSICAE)                 | 21                |
| Holandia (Single Top 100)              | 14                |
| Irlandia (Singles Chart)               | 24                |
| Islandia (RÚV)                         | 23                |
| Kanada (Billboard Canadian Hot 100)    | 43                |
| Niemcy (Media Control Charts)          | 13                |
| Nowa Zelandia (Recorded Music NZ)      | 10                |
| Polska (AirPlay – Top)                 | 7                 |
| RPA (Entertainment Monitoring Africa)  | 4                 |
| Słowacja (Singles Digitál Top 100)     | 37                |
| Stany Zjednoczone (Hot 100)            | 79                |
| Szwajcaria (Singles Top 100)           | 14                |
| Szwecja (Sverigetopplistan)            | 40                |
| Węgry (Single (track) Top 40 lista)    | 36                |
| Wielka Brytania (UK Singles Chart)     | 34                |
| Włochy (FIMI)                          | 10                |

| Kraj                     | Certyfikat         | Sprzedaż   |
| ------------------------ | ------------------ | ---------- |
| Australia (ARIA)         | 3x Platynowa płyta | 210 000+   |
| Dania (IFPI Denmark)     | Złota płyta        | 15 000+    |
| Kanada (Music Canada)    | Platynowa płyta    | 10 000+    |
| Norwegia (IFPI Norway)   | 2x Platynowa płyta | 20 000+    |
| Nowa Zelandia (RMNZ)     | Platynowa płyta    | 15 000+    |
| Stany Zjednoczone (RIAA) | 2x Platynowa płyta | 2 000 000+ |
| Szwecja (GLF)            | 2x Platynowa płyta | 80 000+    |
| Wielka Brytania (BPI)    | Złota płyta        | 400 000+   |
| Włochy (FIMI)            | 2x Platynowa płyta | 100 000+   |